# Szkoły loima
Szkoły loima – osobliwego rodzaju szkoły szamanistyczne u Indian Yamana istniejące do XX wieku, zakładane nieregularnie w porze zimowej, niekiedy nawet na czas 6 miesięcy. Nauka rozpoczynała się od wzniesienia chaty o specjalnej konstrukcji, młodzi adepci:
pościli, medytowali oraz uczyli się od starych szamanów zręcznościowych sztuczek jak również sztuki wchodzenia w trans i ekstaz. Punktem kulminacyjnym miało było wstąpienie w ciało kandydata ducha, w przeciwnym razie nigdy nie pozostawał szamanem.